# 唐月梅
唐 月梅（とう げつばい、1931年5月5日 - 2023年1月7日）は、中国の翻訳家、日本文学研究専門家、中国社会科学院教授。

## 経歴
1931年、フランス領インドシナサイゴンチョロン地区の華人居住区で生まれた。祖籍は海南省文昌市。
1956年、北京大学東方言語文学科日本文学専攻を卒業。卒業後は、中華人民共和国対外連絡委員会、中国社会科学院に勤務。日本では、横浜市立大学の客員教授を務めたことがある。1978年より作品を発表し始めた。1982年、中国作家協会に加入。

## 家族・親族
- 夫：葉渭渠も著名な翻訳家、文学研究者、作家。同郷人で、共に北京大学へ留学し、1956年に結婚した。

## 代表的な翻訳作品

### 三島由紀夫作品
- 『潮騒』（三島由紀夫）[2]
- 『金閣寺』（三島由紀夫）[3]
- 『春の雪』（三島由紀夫）[4]
- 『愛の渇き』（三島由紀夫）[5]
- 『仮面の告白』（三島由紀夫）[6]

### 山崎豊子作品
- 『華麗なる一族』（山崎豊子）

### 川端康成作品
- 『古都』（川端康成）[7]
- 『舞姫』（川端康成）
- 『眠れる美女』（川端康成）[8]
- 『みづうみ』（川端康成）

### その他
- 『射程』（井上靖）
- 『黯い潮』（井上靖）